# Elise Zachow-Vallentin
Elise Zachow-Vallentin (* 30. Juni 1876 in Lichtenberger Kietz, Kreis Niederbarnim als Elise Wilhelmine Clara Zachow; † 18. oder 19. Juli 1923 in Berlin-Wilmersdorf) war eine deutsche Schauspielerin.

## Leben
Elise Zachow begann ihre Laufbahn als Choristin am Ostend-Theater in Berlin. Danach erhielt sie Engagements im Rollenfach „erste Liebhaberin“ in Rostock, Kiel und Hannover. 1900 war sie auf einer Gastspielreise mit der jungen Berliner Secessionsbühne in Budapest und Wien. In Wien verkörperte sie dabei unter anderem Auguste im Friedensfest und Gerd in Brand. Seit etwa 1902 spielte sie im Ensemble des Kleinen Theater Unter den Linden. Sie war für Charakterrollen bei dem Berliner Kabarett Schall und Rauch engagiert. 1905 folgte sie ihrem Mann Richard Vallentin an das Volkstheater in Wien. 
Seit 1907 lebten sie wieder in Berlin. Nach dem frühen Tod ihres Mannes 1908 wechselte sie zur Freien Volksbühne, in deren Ensemble sie mindestens bis 1917 mitspielte.
1920 und 1921 war sie an zwei Stummfilmen als Schauspielerin beteiligt.
Elise war seit 1899 mit dem Theaterschauspieler und -regisseur Richard Vallentin (1874–1908) verheiratet. Der Sohn Maxim Vallentin (1904–1987) wurde ebenfalls Schauspieler und Theaterleiter.
Rollenbücher und Tagebücher von ihr befinden sich in Nachlass ihres Sohnes im Archiv der Akademie der Künste in Berlin.

## Rollen (Auswahl)
Theater
- Henrik Ibsen: Komödie der Liebe, 13./14. Juli 1900, Gastspiel der Secessionsbühne in Budapest und Wien[5]
- Maxim Gorki: Nachtasyl, 1903/05, Kleines Theater
- Henrik Ibsen: Stützen der Gesellschaft, 1910, Neues Volkstheater der Freien Volksbühne
- Nikolai Gogol: Der Revisor, 1915, Volksbühne Berlin[6]
- Ludwig Thoma: Die Lokalbahn, 1915, Volksbühne Berlin
- Wilhelm Jacoby, Carl Laufs: Pension Schöller, 1915, Volksbühne Berlin
- Henrik Ibsen: Nora oder Ein Puppenheim, 1917/18, Volksbühne Berlin

Filme
- Die goldene Krone, 1920[7]
- Die Geierwally, 1921